# Сатурнин (консул 264 года)
Сатурнин (лат. Saturninus) — римский политический деятель второй половины III века.

## Биография
О Сатурнине ничего неизвестно, кроме назначения его ординарным консулом в 264 году с императором Галлиеном. Авторы Prosopography of the Later Roman Empire склонны идентифицировать его с узурпатором Сатурнином. Некоторые историки отождествляют его с чиновником императора Аврелиана, упомянутого в рескрипте, сохранившемся в Кодексе Юстиниана, другие — с легатом Нумидии Гаем Саллюстием Сатурнином Фортунацианом.